# 扬程
扬程（又称为水头（hydraulic head）或落差），是单位重量液体通过泵所获得的能量。泵的扬程包括吸程在内，近似为泵出口和入口压力差。
扬程用H表示，单位为米（m）。泵的压力用P表示，单位为MPa（兆帕）
H=P/(ρg)
如P为1 kg/cm2，ρ（水）為1000 kg/m3
则H=(1 kg/cm2)/(1000 kg/m3)
H=(1 kg/cm2)/(1000 kg/m3)=(10000 kg/m2)/(1000 kg/m3)=10 m
1 MPa=10 kg/cm2
得H=(P2-P1)/(ρg) =ΔP/(ρg)
（P2=出口压力P1=进口压力ΔP=压力差）